# Megapnosaurus
Genre
Espèces de rang inférieur
- † « M. » rhodesiensis (Raath, 1969 [à l'origine : Syntarsus]) (type), aujourd'hui attribué à Coelophysis
- † « M. » kayentakatae (Rowe, 1989) [à l'origine : Syntarsus], validité discutée

Synonymes
- † Syntarsus (Raath, 1969) (nom déjà utilisé par Fairmaire, 1869)
- † Coelophysis Cope, 1889

Megapnosaurus est un genre éteint de dinosaures théropodes de la famille des Coelophysidae ayant vécu au cours du Jurassique inférieur. Il était appelé à l'origine Syntarsus. La validité du genre Megapnosaurus est fortement contestée par de nombreux paléontologues qui le considèrent comme un synonyme junior du genre Coelophysis.
Des études récentes, de E. M. Bordy (2021) et L. Sciscio et al. (2021), confirment Megapnosaurus comme genre valide et Megapnosaurus rhodesiensis comme espèce valide.

## Systématique
Le genre Megapnosaurus a été créé en 2001 par trois entomologistes, Michael A. Ivie (d), Stanisław Adam Ślipiński et Piotr Węgrzynowicz (d) en remplacement du genre Syntarsus déjà employé en entomologie pour désigner des espèces de coléoptères.

## Étymologie
Le nom de genre Megapnosaurus signifie « grand lézard mort » ; il est composé des mots du grec ancien  μεγα  = « grand », απνοος = « ne respirant pas », « mort » et σαυρος = « lézard ».

## Historique
Deux espèces ont été attribuées au genre Megapnosaurus :
- Megapnosaurus rhodesiensis (Raath, 1969), connu par au moins 30 spécimens du Zimbabwe et d'Afrique du Sud dans la partie supérieure de la formation d'Elliot (Province du Cap)[3] ;
- Megapnosaurus kayetakatae (Rowe, 1989), du sud-ouest des États-Unis[4].

Le nom initialement donné par Raath à l'holotype de Megapnosaurus était Syntarsus. Mais ce nom s'est avéré être déjà utilisé pour un genre de coléoptères colydiinés décrit en 1869. Le paléontologues et les entomologistes qui ont découvert cette erreur, ont proposé en 2001 le nom de Megapnosaurus pour remplacer celui de Syntarsus.

## Synonymie avecCoelophysis
Dès 2004, M. Raath, qui continuait à appeler son genre du nom pourtant invalidé de Syntarsus, indique que Syntarsus serait un synonyme junior de Coelophysis,.
A. M. Yates, en 2005, conclut aussi que Megapnosaurus est un synonyme probable de Coelophysis.
Il en résulte que :
- Megapnosaurus rhodesiensis (Raath, 1969), appartient au genre Coelophysis sous le nom de Coelophysis rhodesiensis[6] ;
- Megapnosaurus kayentakatae (Rowe, 1989), dont le nom ne fait pas consensus parmi les paléontologues pourrait être également rattaché au genre Coelophysis sous le nom de C. kayentakatae, voire à un nouveau taxon proposé par Gay en 2010 : Kayentavenator elysiae[9],[10].

Des études phylogéniques en 2011 et 2012 placent les deux genres Megapnosaurus et Coelophysis en groupe frère parmi les Coelophysidae,.
Le genre et l'espèce sont valides, depuis les études de 2021 citées au début de la page, et reconnus par PBDB (onglets "Basic info" et "Taxonomic history", bien que toujours classé comme Coelophysis rhodesiensis).

## Dans la culture populaire
Dans le film When Dinosaurs Roamed America, un groupe de Megapnosaurus (appelé Syntarsus) attaque un Anchisaurus avant d'être effrayé par un Dilophosaurus.